# Владимир Шухов
Владимир Шухов, (на руски: Влади́мир Григо́рьевич Шу́хов), 1853 – 1939, е руски учен, инженер-конструктор, академик, изобретател на първата в света промишлена установка за крекинг на нефт.